# Rambler (Automarke)
Rambler (engl. für Wanderer) war eine ursprünglich US-amerikanische Marke für Fahrzeuge aus der Zeit nach dem Zweiten Weltkrieg.

## Vorgeschichte
Bereits zwischen 1902 und 1910 hatte die Thomas B. Jeffery Company diesen Markennamen verwendet. Nash Motors übernahm 1917 das Unternehmen und gelangte so in den Besitz der Marke.

## Geschichte

### 1950–1957 (Modellname)

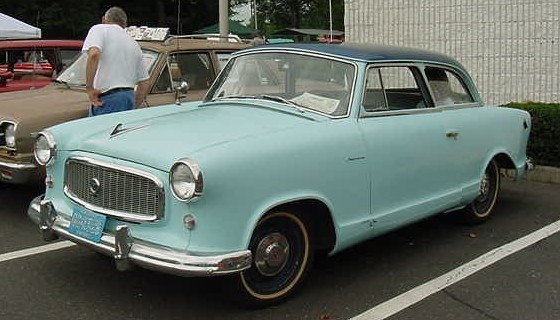
Der Nash Rambler diente als Plattform für die erste Generation der 2-türigen Rambler American-Limousine

Unter der Leitung von George Mason begann Nash mit der Entwicklung eines kleinen Autos, das billig für den Nachkriegsmarkt hergestellt werden konnte.
Jedoch begrenzte die Stahlknappheit die Menge an Rohstoffen, die Nash bekommen konnte. So veränderte Mason den Kompaktwagen – jetzt als Rambler bezeichnet – zu einer zweitürigen Cabriolimousine, die serienmäßig mit vielen Details ausgestattet wurde, die typischerweise als Sonderausstattung geordert wurden. So maximierte er den Gewinn der Firma. Bei der Einführung dieses Modells wurde der Rambler sofort zu einem Verkaufserfolg für Nash. Als die Stahlknappheit, die durch den Koreakrieg verursacht war, nachließ, erweiterte man die Rambler-Modellreihe um eine viertürige Limousine und einen Kombi, die beide genauso erfolgreich wie die zweitürigen Cabriolimousinen wurden.
Die erste Generation der Nash Rambler trug das modifizierte Styling des Nash Airflyte, der unter anderem abgedeckte Vorderräder hatte. Dieses Konstruktionsdetail verringerte zwar den Luftwiderstand des Autos, begrenzte aber den Einschlagwinkel der Vorderräder, was zu einem größeren Wendekreis führte. Bis 1955 wurden die Rambler so gebaut, dann verzichtete man im Rahmen eines Facelifts auf die Abdeckungen der Vorderräder.
1954 entstand die American Motors Corporation (AMC) durch die Fusion von Nash-Kelvinator und Hudson Motor Car Co. Anschließend wurden die Rambler unter den Marken Nash und Hudson verkauft, unterschieden sich aber äußerlich nicht. Die beiden Marken wurden bis 1957 beibehalten, dann wurden alle AMC-Wagen zu Ramblers, mit Ausnahme des importierten Nash Metropolitan 1958–1962.

### 1958–1970 (Automarke)

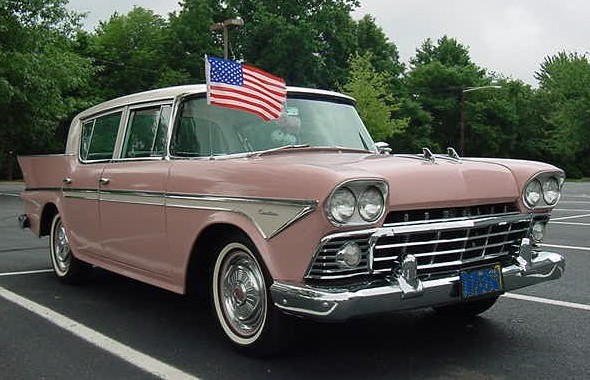
Rambler Limousine (1958)

Zwischen 1958 und 1970 galt Rambler als Automarke.
Am Anfang der 1960er-Jahre entschloss sich George W. Romney (Nachfolger von Mason), die Rambler-Baureihe weiter zu differenzieren: 1962 wurde der Ambassador als bestausgestattetes Modell offiziell hinzugefügt (Vorher wurde er als „Ambassador by Rambler“ vermarktet) und die früheren Rambler Six und Rambler Rebel V8 wurden zum Rambler Classic.
Romney brachte auch seinen Plan ins Spiel, die Produktionskosten zu senken, was mehr Gleichteile für die Ambassador- und Classic-Modelle bedingte. Ab 1962 teilten sich alle großen Rambler das gleiche Fahrgestell und die gleiche Karosserie; nur Ausstattungsdetails unterschieden den Classic und den Ambassador. Sogar viele Tiefziehteile hatten die 1963er-Ambassador/Classic-Modelle und 1964er-American-Modelle gemeinsam.
1963 bekam die Rambler-Modellreihe den Preis „Motor Trend of the Year“ (Automobiltrend des Jahres) zugesprochen. Romneys Abschied (er wurde Gouverneur von Michigan) öffnete die Türe für seinen Nachfolger, Roy Abernethy, der die Firma zurück in den Konkurrenzkampf mit den „Großen Drei“ (General Motors, Ford und Chrysler) mit vielen Fahrgestellen und Karosserien brachte.
Eine seiner ersten Maßnahmen war der Entwurf der 1965er-Rambler-Baureihe, bei der sich der Classic deutlich vom Ambassador unterschied, obwohl sie noch viele Teile gemeinsam hatten. Zusätzlich stellte AMC den Marlin her, ein Hardtop-Coupé, das AMC einen Fuß in die Tür des Marktes für sportliche Fastbacks stellen ließ.
Unterstützt durch Marketingberichte präsentierte Abernethy als nächsten Schritt das Argument der AMC-Eigentümerversammlung, dass der Rambler über die Jahre nicht nur ein unverdauliches Image erlangt hatte, das sich als Verkaufshindernis erwies, sonders dass die Verbraucher diesen Namen auch noch mit Kompaktwagen gleichsetzten. American Motors begann daraufhin ab 1966, den Namen Rambler zugunsten der Bezeichnung AMC aussterben zu lassen, da die Firma ein Hersteller von Autos verschiedener Größe werden wollte.
1968 war der einzige Wagen, der bei AMC den Namen Rambler trug, der kompakte Rambler American, und während des letzten Produktionsjahres 1969 trug er nur den Namen Rambler.

### 1970–1983 (Modellname)
Die Marke Rambler wurde in verschiedenen internationalen Märkten fortgeführt: So wurden z.B, die von der Australian Motor Industries (AMI) aus CKD-Kits zusammengebauten AMC Hornet und AMC Matador bis 1978 als Rambler verkauft. Zuletzt wurde dieser Markenname von Vehículos Automotores Mexicanos S.A. (VAM) in Mexiko genutzt.
In Argentinien wurde bei IKA Renault aus dem Rambler American 1967 der IKA Torino. Daraus wurde später der Renault Torino, der bis 1980 angeboten wurde.

## Popkultur
Der Rambler wurde auch in Musik, Fernsehen und Filmen erwähnt. Hier ein paar Beispiele:
- Lois Lane fuhr einen Rambler Custom Landau (Cabriolet) von  1951 in der Fernsehserie Superman 1953.
- Der kleine Wagen ist Thema des Liedes „Beep, Beep (The Little Nash Rambler)“ von The Playmates.
- Ein Rambler tauchte in Episode 9 der 2. Serie von Prison Break auf.
- Fred aus dem Film Cars erscheint in einem Rambler.
- Ein Rambler Hardtop-Coupé von 1958 taucht im Musikvideo „She Bop“ von Cyndi Lauper auf.
- Ein Rambler Super von 1959 erscheint in Episode 7 der 2. Serie von Die Sopranos.
- In Hinterm Mond gleich links gehört den Solomons ein Rambler Cabriolet von 1962.
- Die Band Diesel erwähnt den Rambler in ihrem 1981-Hit „Summernight in Sausalito“
- Im Fernsehfilm Tatort: Schutzmaßnahmen fährt der Ermittler einen Rambler Rebel.